# Тавуллія
Тавуллія (італ. Tavullia) — муніципалітет в Італії, у регіоні Марке,  провінція Пезаро і Урбіно.
Тавуллія розташована на відстані близько 230 км на північ від Рима, 70 км на північний захід від Анкони, 12 км на захід від Пезаро, 23 км на північний схід від Урбіно.
Населення — 8033 особи (2014).
Щорічний фестиваль відбувається 10 серпня. Покровитель — святий мученик Лаврентій.

## Демографія
Населення за роками:

Станом на 1 січня 2023 року в муніципалітеті офіційно проживали 552 іноземці з 50 країн, серед них 157 громадян країн Євросоюзу та 32 громадяни України.

## Сусідні муніципалітети
- Валлефолья
- Градара
- Мондаїно
- Монтекальво-ін-Фолья
- Монтегридольфо
- Монтелаббате
- Пезаро
- Салудечо
- Сан-Джованні-ін-Мариньяно